# Kaa
Pour les articles homonymes, voir KAA.
Kaa est un personnage de fiction du roman Le Livre de la jungle (1884) de Rudyard Kipling. Il apparait dans le long métrage d'animation Le Livre de la jungle de Walt Disney Pictures.

## Kaa original, par Kipling

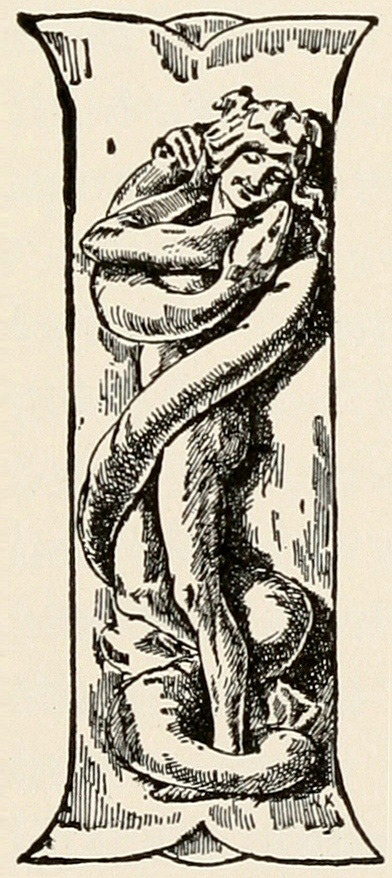
Capitale stylisée I apparaissant sur la première page du chapitre « Chien Rouge » représentant Mowgli et Kaa.

Kaa est un python et comme tous les grands serpents, il semble débonnaire, passant sa vie à se chauffer au soleil, mais c'est un chasseur craint de tous les peuples de la jungle et principalement des singes.
Dans le livre originel de Rudyard Kipling, Le Livre de la jungle, Kaa est un ami de Mowgli. En effet, il vient en aide à Baloo et Bagheera pour récupérer Mowgli enlevé par les Bandar-Log et plus tard se lie d'amitié avec le petit homme.
Kipling le représente clairement (au même titre que Shere Khan) comme un prédateur sans état d'âme.
« Alors vint Kaa, tout droit, très vite, avec la hâte de tuer. »

## Adaptation par Disney
Dans le dessin animé de Walt Disney, il est un des prédateurs de Mowgli. Le serpent le rencontre pour la première fois dans un arbre ; intrigué par le petit d'homme, Kaa le regarde avec intérêt, mais ce n'est qu'une fois que Bagheera ordonne à Mowgli de dormir que Kaa décide de l'hypnotiser.
Alors que le serpent va engloutir le petit d'homme, Bagheera se réveille et cogne Kaa contre une branche. Kaa, pour se venger, met alors la panthère en transe. Cependant, Mowgli, qui s'est réveillé, fait basculer les anneaux du python hors de l'arbre et réveille Bagheera.
Plus tard, Kaa capture Mowgli et le met en confiance tout en l'hypnotisant. Il est interrompu dans sa tâche par Shere Khan. Sous des apparences respectueuses, il craint et déteste ce dernier mais n'hésite pas à lui mentir au péril de sa vie afin de conserver sa proie. C'est d'ailleurs par frayeur envers Shere Khan qu'il frissonne, réveillant Mowgli de son hypnose. « Kaa n'est pas un serpent venimeux, — en fait, il méprise plutôt les serpents venimeux, qu'il tient pour lâches — mais sa force réside dans son étreinte, et, une fois enroulés ses anneaux énormes autour de qui que ce soit, il n'y a plus rien à faire. »

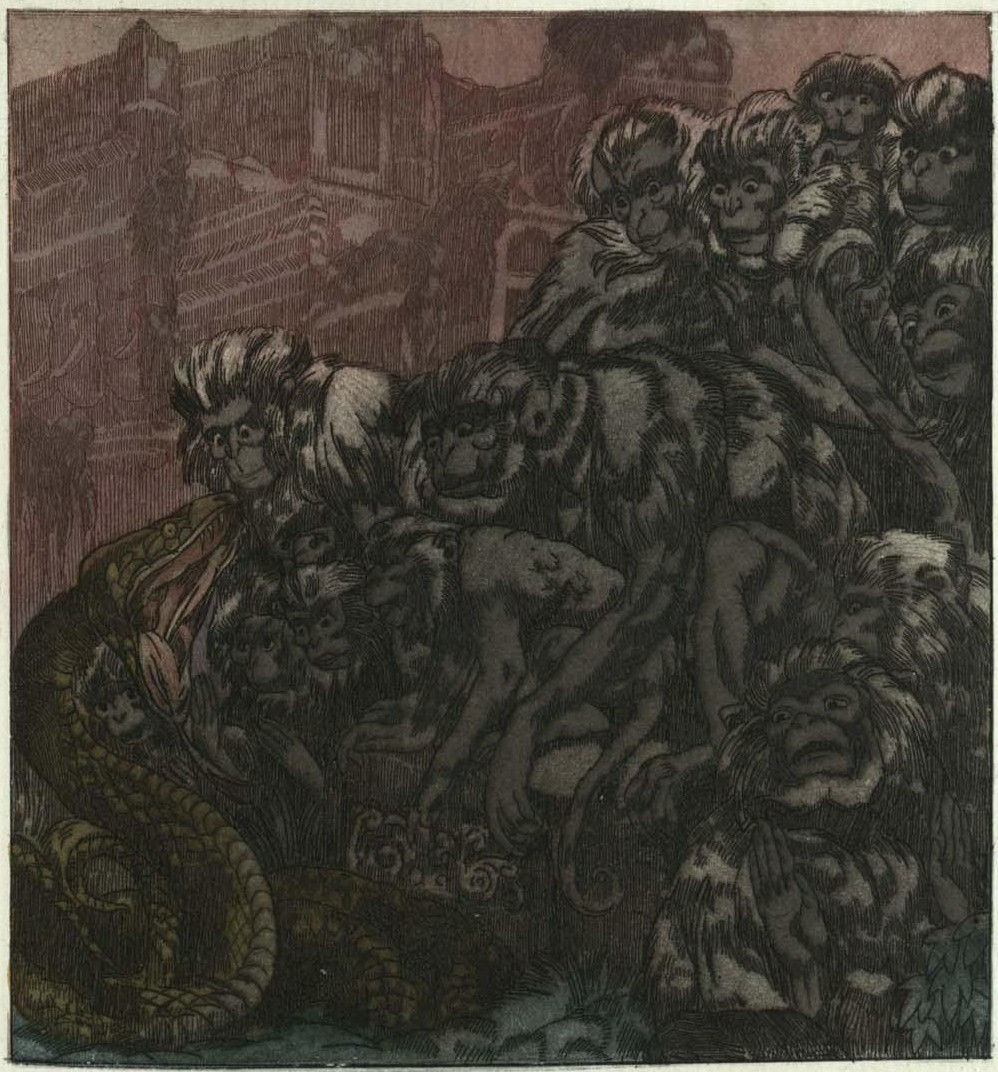
Kaa hypnotise les Bandar-log. Illustration de Maurice de Becque, 1924

### Conception

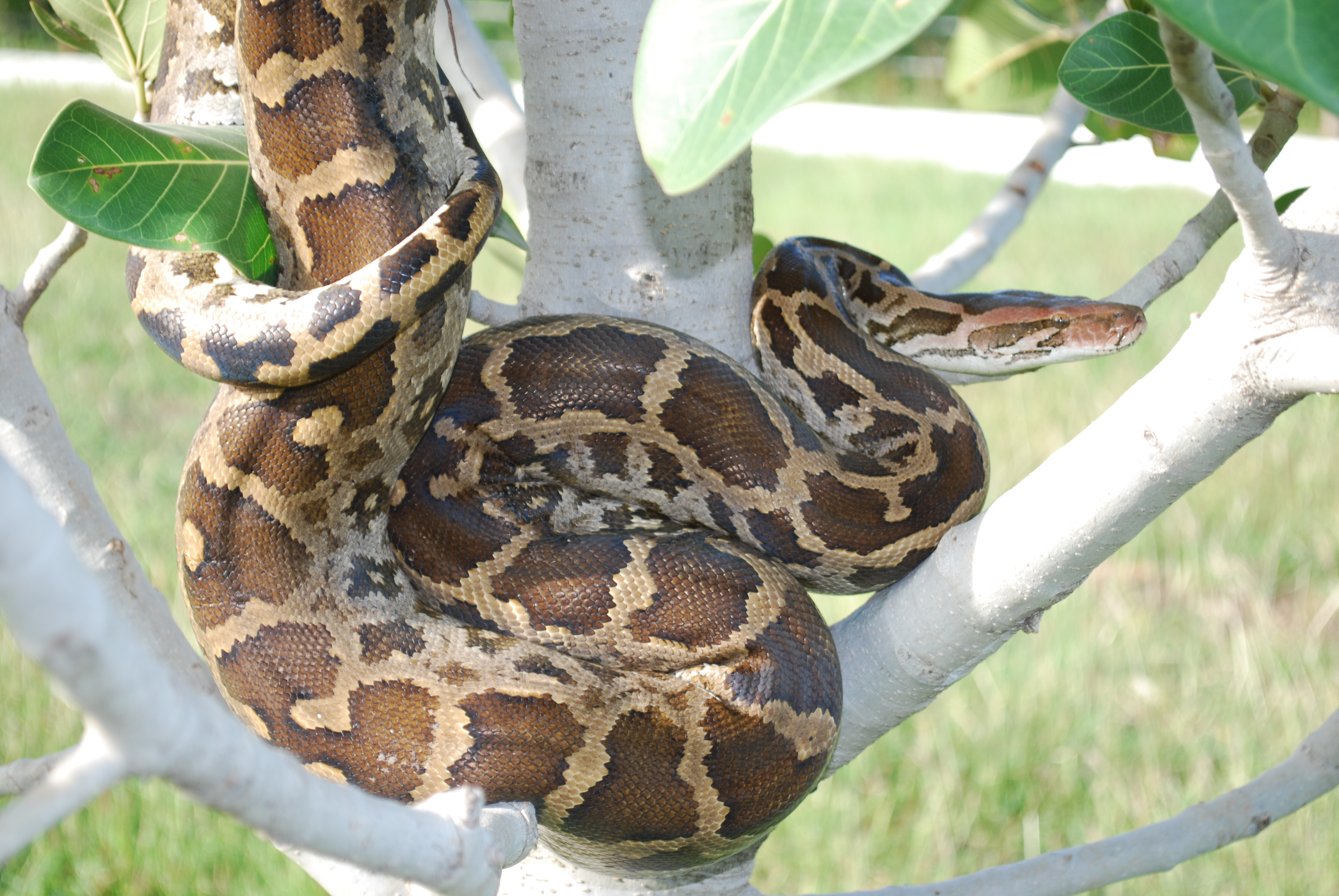
Kaa est un python molure.

Le studio Disney fait rarement usage de serpents hormis dans le documentaire Le Désert vivant (1953). Thomas et Johnston recensent aussi Noah's Ark (1959) et Birds in the Spring (1933). Durant la conception du scénario du Livre de la jungle, il apparaît que c'est la relation entre Mowgli et les animaux qui peut être le moteur de l'animation. Le scénario de Bill Peet évoque Kaa comme un serpent profitant de sa discussion avec Mowgli pour l'enserrer dans ses anneaux. Ce n'est qu'après plusieurs réunions de développement de l'histoire que le concept d'une attaque de Kaa sur Mowgli pendant la discussion entre Bagheera et Mowgli émerge. Un très grand python, puisqu'il est décrit, dans la nouvelle La Chasse de Kaa comme mesurant « 30 pieds de long ». En raison de la longueur du serpent, définie par Peet, Kaa est un python réticulé. Le personnage, qui ne devait apparaître que dans une seule scène, a été repris pour une seconde. L'animation du reptile est supervisée par Johnston et Kahl.
Le choix de cette scène effectué, une partie des animateurs s'attèle à dessiner le serpent plus précisément et se confronte à plusieurs points difficiles. Thomas et Johnston énumèrent les points suivants : la tête du serpent est le prolongement du corps, les yeux ne clignent pas, les mouvements sont glissants et la langue est fourchue. Les animateurs craignent alors que le personnage soit trop fou, pas assez menaçant tout en étant moins repoussant. Ils prennent la décision de chercher une voix pour orienter et peut-être corriger le personnage. Huit acteurs s'essayent au rôle sans succès et c'est la tentative suivante qui est la bonne.
La voix originale est celle de Sterling Holloway,, acteur plus habitué à des personnages de souris. Grant considère le choix d'Holloway comme un coup de génie et l'acteur, dont c'est l'un des premiers rôles de méchant, se surpasse dans le doublage. Pour Thomas et Johnston, Holloway permet de donner vie au personnage conçu par le studio. Le personnage est sinistre, hypnotique et hypocondriaque, se plaignant de ses sinus, mais sa voix est l'élément le plus effrayant de sa personnalité. L'hypnose est sa principale arme et, d'après l'histoire originale, il est âgé de plus de 100 ans et encore jeune. Il est aussi sinistre que divertissant avec une incapacité à garder la bouche close. L'aspect physique du serpent est même l'objet de plusieurs gags avec, par exemple, le nœud à sa queue ou sa tête percutant chaque branche lors d'une chute. Cette idée de serpent bloqué par un nœud avait déjà été utilisée dans le court métrage Birds in the Spring (1933) des Silly Symphonies, de même que l'hypnose. D'après Thomas et Johnston, l'utilisation de Sterling Holloway a permis de transformer une scène de rencontre avec un personnage mineur en une scène de plus en plus drôle. La scène aurait pu être plus longue car les frères Sherman avaient composé un chorus avec des paroles de menace plus explicites. Reitherman préfère ne pas l'inclure pour ne pas ralentir le film.
Un autre point difficile est le choix de la peau de Kaa, rayures ou larges taches et comment gérer les anneaux se serrant à des vitesses différentes sans trop dépasser le budget. Thomas et Johnston notent que les animateurs dont ils font partie ont raté la bouche du serpent car aucun n'a un intérieur de bouche rose, une erreur dans le choix des couleurs due à l'habitude d'utiliser cette couleur pour les autres personnages.
Thomas et Johnston évoquent une anecdote durant la production du film. L'assistante chargée de leur donner leur salaire hebdomadaire avait peur des serpents et refusait de venir les payer tant que des esquisses de Kaa étaient affichées aux murs. Elle restait dans le couloir le plus loin possible de la porte et, bien que les animateurs aient envisagé de l'utiliser pour vérifier les effets de leurs dessins sur les personnes souffrant de phobie des reptiles, elle refusa même d'aller voir le film une fois achevé. L'assistant réalisateur Danny Alguire propose à la place une de ses amies du Texas qui a peur des serpents pour passer le test. Sans être informée, elle regarde un extrait du film avec Kaa et n'a pas peur, permettant aux animateurs de poursuivre leur travail.

### Interprètes
- Voix originales
  - Sterling Holloway (Le Livre de la jungle, 1967)
  - Jim Cummings (Le Livre de la jungle 2)
  - Scarlett Johansson (Le Livre de la Jungle, 2016)
  - Cate Blanchett (Mowgli : La Légende de la jungle, 2018)
- Voix allemandes 
  - Erich Kestin (Le Livre de la jungle, 1967)
  - Wolfgang Spier (Le Livre de la jungle 2)
- Voix danoises
  - Ulrik Neumann (Le Livre de la jungle, 1967)
- Voix françaises 
  - Roger Carel (Le Livre de la jungle de 1967, Le Livre de la jungle 2)
  - Philippe Ariotti (Le Livre de la jungle, anime japonais)
  - Leïa Bekhti (Le Livre de la jungle, 2016)
  - Isabelle Gardien (Mowgli : La Légende de la jungle, 2018)
- Voix italiennes
  - Sergio Tedesco (Le Livre de la jungle, 1967)
- Voix japonaises
  - Shun Yashiro (Le Livre de la jungle, 1967)

### Chansons interprétées par Kaa
Aie confiance (Trust in Me)